# Gati (Nepal)
Gati (nep. गाती) – gaun wikas samiti w środkowej części Nepalu w strefie Bagmati w dystrykcie Sindhupalchowk. Według nepalskiego spisu powszechnego z 2001 roku liczył on 742 gospodarstw domowych i 3837 mieszkańców (1887 kobiet i 1950 mężczyzn).